# Damflos
Damflos es un municipio situado en el distrito de Tréveris-Saarburg, en el estado federado de Renania-Palatinado (Alemania). Tiene una población estimada, a mediados de 2023, de 672 habitantes.
Está ubicado cerca de la ciudad de Tréveris y de la frontera con Luxemburgo.